# نورمان مان
نورمان مان (بالإنجليزية: Norman Mann)‏ هو لاعب هوكي الجليد أمريكي، ولد في 3 مارس 1914 في برادفورد في المملكة المتحدة، وتوفي في 9 فبراير 1994.

## وصلات خارجية
- نورمان مان على موقع دوري الهوكي الوطني (الإنجليزية)
- نورمان مان على موقع EliteProspects.com (الإنجليزية)
- نورمان مان على موقع HockeyDB.com (الإنجليزية)
- نورمان مان على موقع Hockey-Reference.com (الإنجليزية)